# Teslaturbine

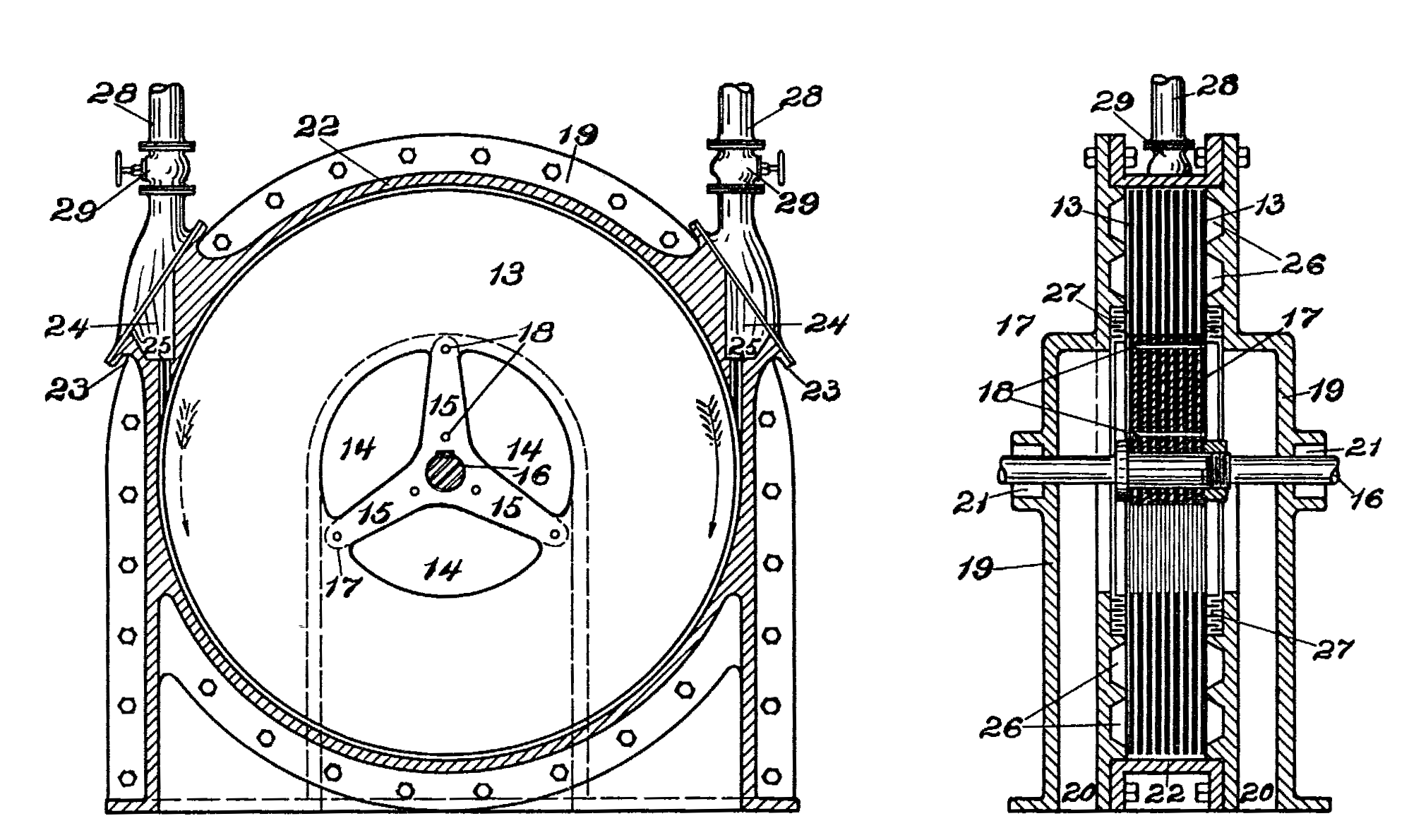
Teslaturbine

De teslaturbine is een soort turbine, die door Nikola Tesla aan het begin van de 20e eeuw is uitgevonden en waarop hij op 21 oktober 1909 octrooi heeft aangevraagd. De turbine is niet voorzien van schoepen waar het medium: stoom, gas of vloeistof, tegenaan drukt, maar bestaat uit parallelle roterende schijven waar het medium tussendoor stroomt. Het medium stroomt aan de rand van de schijven naar binnen en bij de as eruit. Door de viscositeit van het erdoor stromende medium worden de schijven meegesleept. Het medium volgt een spiraalvormige baan langs de schijven omdat die draaien. Daardoor wordt de efficiëntie vergroot. Om een hoge efficiëntie te bereiken moet de turbine met een zeer hoog toerental draaien, maar daar zijn de schijven niet tegen bestand.  
De werking van de turbine is omkeerbaar. Als de schijven door een externe motor worden aangedreven, kan deze turbine ook als pomp dienen. Hoewel bruikbaar als kleine turbine of pomp, waren demonstraties met grotere exemplaren niet erg succesvol en Tesla's hoop op nieuwe geldschieters vervloog. 